# Майк Сталчі
Майк Сталчі (англ. Mike Stulce; нар. 14 липня 1969, Кіллін, Техас, США) — американський легкоатлет, що спеціалізується на штовханні ядра, олімпійський чемпіон 1992 року. Дискваліфікований за вживання допінгу.

## Кар'єра
| Рік             | Змагання                     | Місто               | Місце           | Примітки        |                 |
| Представник США | Представник США              | Представник США     | Представник США | Представник США | Представник США |
| --------------- | ---------------------------- | ------------------- | --------------- | --------------- | --------------- |
| 1992            | Олімпійські ігри             | Барселона, Іспанія  | 1               | 21.70 м         |                 |
| 1993            | Чемпіонат світу в приміщенні | Торонто, Канада     | 1               | 21.27 м         |                 |
| 1993            | Чемпіонат світу              | Штутгарт, Німеччина | —               | DSQ             |                 |